# Brad Schell
Pour les articles homonymes, voir Schell.
Bradley Schell (né le 5 août 1984 à Scott, province de la Saskatchewan) est un joueur professionnel canadien de hockey sur glace.

## Carrière de joueur
Il attaque sa carrière en 1999 dans la Ligue de hockey de l'Ouest en jouant pour le Chiefs de Spokane. Il participe avec l'équipe LHOu au Défi ADT Canada-Russie en 2003. Il est choisi au cours du repêchage d'entrée 2006 de la Ligue nationale de hockey par les Thrashers d'Atlanta en 6e ronde, en 167e position. En 2004, il passe professionnel chez les Gladiators de Gwinnett en ECHL. Il est parfois appelé par les Wolves de Chicago en Ligue américaine de hockey avec qui il participe aux séries éliminatoires. En 2006-2007, il termine meilleur pointeur de l'ECHL dont il est élu meilleur joueur. Lors de l'intersaison, il est victime de sérieux problèmes de dos lors du camp d'entraînement des Bruins de Providence de la Ligue américaine de hockey. Il repart se soigner chez lui dans la Saskatchewan. Le 8 février 2008, il est de retour sur les patinoires avec les Gladiators. Il s'illustre avec deux buts et une assistance contre les Nailers de Wheeling qui lui valent la première étoile du match.

## Trophées et honneurs personnels
East Coast Hockey League
- 2007: Sélectionné pour le Match des étoiles avec l'association américaine (titulaire).
- 2007: Élu meilleur joueur de la saison.

## Statistiques
| Saison    | Équipe                 | Ligue        |    | Saison régulière | Saison régulière | Saison régulière | Saison régulière | Saison régulière |   | Séries éliminatoires | Séries éliminatoires | Séries éliminatoires | Séries éliminatoires | Séries éliminatoires |
| Saison    | Équipe                 | Ligue        | PJ | B                | A                | Pts              | Pun              | PJ               | B | A                    | Pts                  | Pun                  |                      |                      |
| 1999-2000 | Chiefs de Spokane      | LHOu         | 1  | 0                | 0                | 0                | 0                |                  |   |                      |                      |                      |                      |                      |
| 2000-2001 | Chiefs de Spokane      | LHOu         | 60 | 7                | 6                | 13               | 10               | 12               | 0 | 2                    | 2                    | 2                    |                      |                      |
| 2001-2002 | Chiefs de Spokane      | LHOu         | 70 | 20               | 36               | 56               | 16               | 11               | 0 | 8                    | 8                    | 6                    |                      |                      |
| 2002-2003 | Chiefs de Spokane      | LHOu         | 37 | 8                | 13               | 21               | 26               | 10               | 0 | 5                    | 5                    | 2                    |                      |                      |
| 2003-2004 | Chiefs de Spokane      | LHOu         | 71 | 35               | 57               | 92               | 47               | 4                | 1 | 0                    | 1                    | 0                    |                      |                      |
| 2004-2005 | Gladiators de Gwinnett | ECHL         | 72 | 14               | 39               | 53               | 28               | 8                | 2 | 4                    | 6                    | 4                    |                      |                      |
| 2005-2006 | Gladiators de Gwinnett | ECHL         | 59 | 23               | 56               | 79               | 30               | 17               | 1 | 12                   | 13                   | 8                    |                      |                      |
| 2005-2006 | Wolves de Chicago      | LAH          | 10 | 1                | 2                | 3                | 2                |                  |   |                      |                      |                      |                      |                      |
| 2006-2007 | Gladiators de Gwinnett | ECHL         | 63 | 25               | 85               | 110              | 60               |                  |   |                      |                      |                      |                      |                      |
| 2006-2007 | Wolves de Chicago      | LAH          | 12 | 2                | 2                | 4                | 0                | 15               | 0 | 2                    | 2                    | 4                    |                      |                      |
| 2007-2008 | Gladiators de Gwinnett | ECHL         | 29 | 8                | 30               | 38               | 27               | 8                | 1 | 6                    | 7                    | 4                    |                      |                      |
| 2008-2009 | Gladiators de Gwinnett | ECHL         | 27 | 9                | 8                | 27               | 32               |                  |   |                      |                      |                      |                      |                      |
| 2008-2009 | Rampage de San Antonio | LAH          | 1  | 0                | 0                | 0                | 2                |                  |   |                      |                      |                      |                      |                      |
| 2009-2010 | Gladiators de Gwinnett | ECHL         | 12 | 0                | 18               | 18               | 8                |                  |   |                      |                      |                      |                      |                      |
| 2011-2012 | Dornbirner EC          | Nationalliga | 27 | 18               | 32               | 50               | 18               | -                | - | -                    | -                    | -                    |                      |                      |
| 2011-2012 | Graz 99ers             | EBEL         | 4  | 1                | 1                | 2                | 2                | -                | - | -                    | -                    | -                    |                      |                      |
| 2012-2013 | Lillehammer IK         | GET Ligaen   | 44 | 15               | 49               | 64               | 52               | 6                | 3 | 3                    | 6                    | 0                    |                      |                      |
| 2013-2014 | Hockey Milano Rossoblu | Serie A      | 38 | 10               | 35               | 45               | 18               | 4                | 0 | 4                    | 4                    | 4                    |                      |                      |
| 2014-2015 | Herning IK             | Metal Ligaen | 36 | 11               | 54               | 65               | 22               | 15               | 4 | 12                   | 16                   | 16                   |                      |                      |
| 2015-2016 | Heilbronner Falken     | DEL2         | 45 | 17               | 29               | 46               | 54               | -                | - | -                    | -                    | -                    |                      |                      |